# STS-107

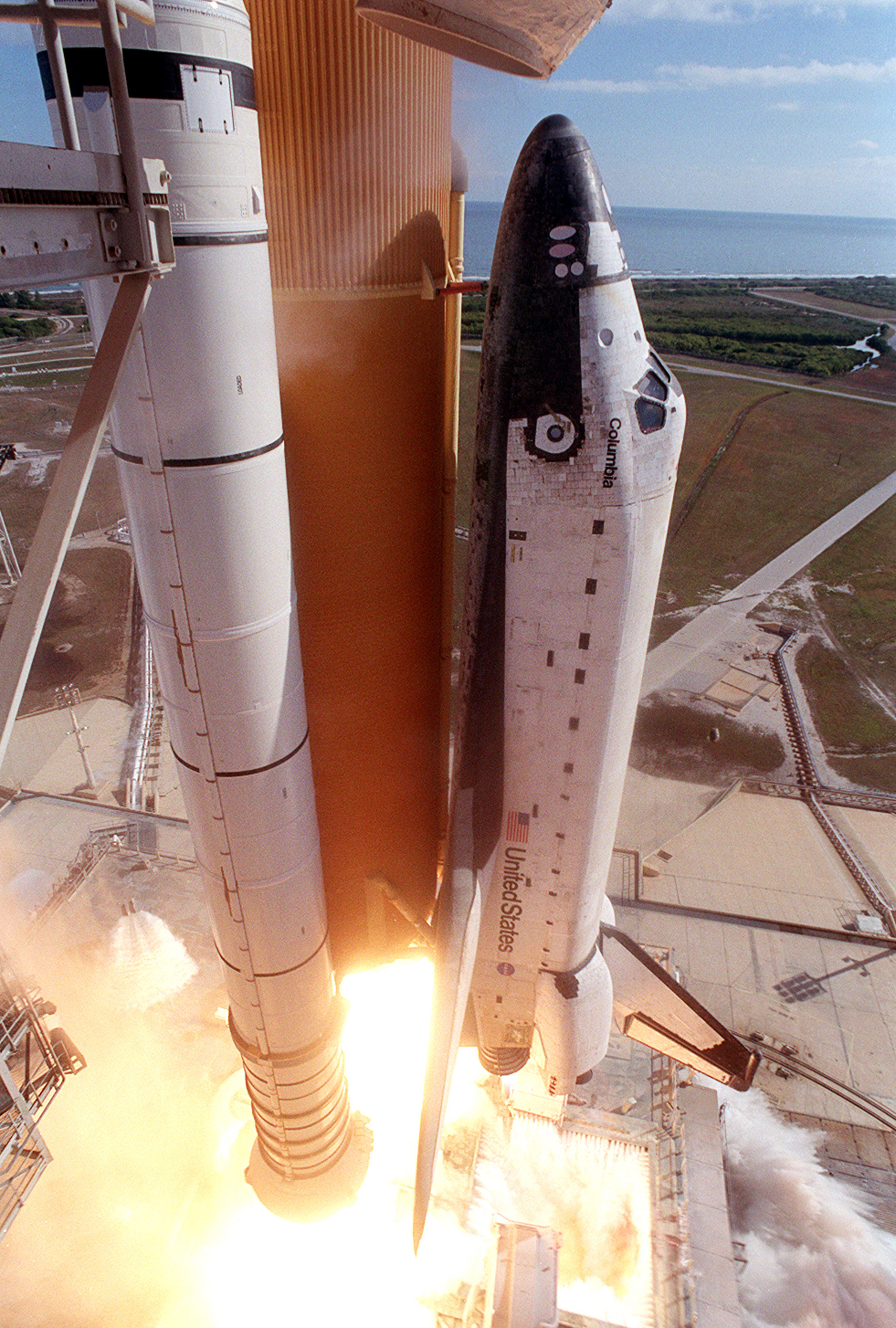
De laatste lancering van de space shuttle Columbia voordat deze op 1 februari 2003 uiteenviel tijdens de terugkeer in de dampkring

STS-107, voluit Space Transportation System-107, was een spaceshuttlemissie van de NASA.
Voor deze missie werd de Columbia gebruikt, die gelanceerd werd op 16 januari 2003. De zevenkoppige bemanning vond de dood op 1 februari 2003 nadat de shuttle tijdens de terugkeer in de dampkring uiteenviel. De oorzaak van deze ramp was dat tijdens de lancering een groot stuk schuim van de externe stuwstoftank afbrak en het hitteschild van de linkervleugel van de shuttle beschadigde. Tijdens de terugkeer in de dampkring drong plasma door het ontstane gat de vleugel binnen, wat leidde tot het uiteenvallen van de vleugel, waarna de shuttle uiteenviel.

## Missie van STS-107
De shuttle had een wetenschappelijke vlucht van zestien dagen.

## Crew
- Rick D. Husband (2), commandant
- William C. McCool (1), piloot
- David M. Brown (1), missiespecialist
- Kalpana Chawla (2), boordwerktuigkundige
- Michael P. Anderson (2) vrachtcommandant
- Laurel B. Clark (1), onderzoeker
- Ilan Ramon (1), onderzoeker

## Aantal vlieguren in de ruimte van de bemanningsleden
- Gezagvoerder: Rick Husband, VS, 45 jaar. Luchtmachtpiloot met 3800 vlieguren. In 1999 vloog Rick Husband in de Space Shuttle Discovery (STS-96).
- Piloot: William McCool, VS, 41 jaar. Marineofficier en sinds 1996 deelnemer aan het astronautenprogramma van de NASA. Dit was zijn eerste vlucht met de Space Shuttle.
- Onderzoeker: Kalpana Chawla, VS, 40 jaar. Zij werd geboren in Karnal, India. Ze emigreerde in 1980 naar de VS en solliciteerde in 1988 bij de NASA. In 1997 was ze eveneens aan boord van de Columbia (STS-87).
- Onderzoeker: Laurel Clark, VS, 41 jaar. Chirurg bij de Amerikaanse marine, die haar opleiding volgde bij het elitekorps Navy Seals.
- Payload Specialist: Ilan Ramon, Israël, 48 jaar. Luchtmachtpiloot en veteraan van de Jom Kipoeroorlog van 1973 en van de invasie in Libanon van 1982. Hij nam ook deel aan de aanval op de Iraakse kerncentrale Osirak. Hij had een kopie bij zich van een tekening van de aarde gezien vanaf de maan, gemaakt door de in Auschwitz omgekomen Petr Ginz.
- Onderzoeker: David Brown, VS, 46 jaar. Studeerde geneeskunde en werd later testpiloot. Hij werkte sinds 1996 voor de NASA.
- Payload Commander: Michael Anderson, VS, 43 jaar. Vloog in 1998 met de Spaceshuttle Endeavour, die aan het Russische ruimtestation Mir werd gekoppeld (STS-89).

## André Kuipers
Omdat er op deze missie drie Nederlandse wetenschappelijke onderzoeken gepland waren, was er aanvankelijk sprake van dat André Kuipers met dit ruimteveer naar het Internationaal ruimtestation ISS zou gaan. Uiteindelijk is dat niet gebeurd.